# سوغانتشي
سوغانتشي (بالفارسية: سوغانچی) هي مستوطنة تقع في قسم ورقه الريفي في إيران. يقدر عدد سكانها بـ 22 نسمة .